# 潘赤龍
潘赤龍（1893年—1916年2月22日），原名潘發生（Phan Phát Sanh），反殖運動者、堪輿學家、新宗教運動主持人，自稱咸宜帝後人，1912年自號「大明國」皇帝，年號紅龍（Hồng Long）。他把神秘主義和反殖運動結合，以濃厚宗教色彩發動起義，讓教徒相信只要喝下聖水，就能隱身投放炸彈。1913年起他在西貢起義，他與其支持者被法國殖民政府拘捕；1916年其支持者發動第二次起義，企圖劫獄，但亦被法軍鎮壓，潘赤龍最終死於西貢，享年僅23歲。不少教徒輾轉併入南越高台教，成為核心成員。

## 生平
潘赤龍1893年生於越南南部，登基前名叫潘發生，其出生地歷來有爭議。一部分學者認為他在西貢（今胡志明市）的堤岸出身，但一些紀錄卻指他在新安出生，由於堤岸相當於越南中國城，不少人猜測潘赤龍或是中國移民的後代。
其父親為一名警察，潘赤龍據說最初是一個法國家庭的傭人，後來到達越南南端的七山地區和泰國，在堪輿、命理方面成為專家。
1911年中期，他秘密結社，宣稱他是咸宜帝的後人，並得到咸宜帝生前兩名士大夫尊室説及潘廷逢支持。這兩名士大夫正是1895年越南勤王運動的發起人之一，當時他們期望驅除法人，成立以咸宜為首的獨立越南國，事敗後，法國人把咸宜帝被放逐到阿爾及利亞，並另立阮福膺禟為同慶帝。自此之後，法國人把持著越南阮朝的大統，把不聽話的皇帝一一放逐，由其他阮朝貴族取代。
潘赤龍除了自稱是咸宜帝後人外，亦宣稱自己跟15至16世紀越南黎朝有關，然後進一步宣稱自己跟中國明朝朱家王朝的血脈也有關連。
在潘赤龍號召下，一些阮朝士大夫同意在宗教旗旌下，發動起義，並仿效1909年柬甫寨貢布的起義進行；該事件中，一批當地華人穿起白袍，誓言效忠一位高棉王子，發動起義，希祈推翻法國統治。潘赤龍在著手建立他的宗教派別時，一度到暹羅及柬甫寨修正巫術、魔法、火藥技術，並結合在武裝訓練之中。

## 加冕
潘赤龍回國後，開始穿上比丘服飾，在湄公河多個省份活躍。期間，他的支持者又從堤岸找來一位老人，聲稱是活佛轉世，潘赤龍在堤岸中心區順橋（Thuan Kieu）一帶建立臨時寺廟，籌集起義經費，當中有金有釹，還有一些捐款達1500法屬印度支那元。。
1912年2月，活佛卒逝，潘赤龍指活佛臨死前，指定潘為越南皇帝；活佛的葬禮也吸引大批信徒參加，變相令潘赤龍籌取更多經費。同年10月，潘赤龍在柬甫寨馬德望舉行一場即席加冕儀式，在大批群眾擁族提供金錢物資下，他由「潘發生」更名為「潘赤龍」，年號「紅龍」，玉壐上刻著「大明國」（Đại Minh Quốc）、「潘赤龍皇帝」、「天子」（Thiên tử）等字眼。他沒有清楚說明用「大明國」的原因，但一說是他希望以此得到當時西貢地區經濟實力雄厚的明鄉人支持；明鄉人是17世紀的明朝遺臣，他們被清兵擊退後，轉入當時由高棉王國所控制的湄三角地帶，即今天越南胡志明市一帶。他當亦配了一口寶劍，鑄著「先打昏君，後打亂臣」（Tiên đả hôn quân, hậu đả loạn thần）等字眼，自此以後，他以帝王自居，以皇帝之名發詔。

## 起義
在柬甫寨馬德望期間，潘赤龍曾要求柬甫寨割讓部分土地，遭拒絕後，越南朱笃（Châu Đốc）一帶有農民為他建立廟宇，他轉入當地活動，以一間小餐館作起義聯絡基地，廟宇則用作軍事基地，招募義軍。 當地一些人相信，1913年3月，天子將在堤岸君臨天下。，這一說法當時在越南和柬甫寨廣為流傳。，號召人民推翻法殖政府，並指一名無名僧人將會出山帶領義軍。
此時法國殖民地政府在南越一帶廣徵傜役，大興土木，全國出現大大小小的抗議及暴動， 潘赤龍視為爭取支持的良機，並呼籲商人將殖民地鈔票轉成銅票，拒絕支持殖民政府的經濟政策。連串起義的消息，最終令殖民地貨幣大幅乏值，此時潘赤龍及支持者開始建造土製炸彈。

## 失敗
正當起義準備得如火如荼，潘赤龍的主張引起法國殖民地政府的注意。1913年3月22日，他在距離西貢160公里外的潘切市被法國政府拘捕， ，但他的信眾並未得悉其被捕消息，繼續依原定起義計劃行事。3月23日晚，首枚炸彈放在西貢鬧市中，並貼上其起義主張，但沒有一個炸彈成功爆破。有說當時法國政府得悉起義計劃後，將炸彈線引移走，成功阻止爆炸發生。
3月28日，信眾們展開第二階段行動，數百名身穿白袍的教眾手執矛棍，如魚貫入西貢他們事先喝了聖水，深信自己已經透明隱身，最後超過80人被捕。警方又大舉搜查數名參與者的家中，拘捕更多人。但他其中一名主要支持者Nguyen Huu Tri逃脫。

## 判刑
迄至1913年11月，法國政府共拘捕111人，並對當中104人作出起訴，其中63人被判監。審訊期間，越南一些社區領袖炮轟法國政府在越南濫征勞役，官迫民反，而負責案件的主控官亦批評法國殖民地政府的運作方式。然而，法國中南半島總督Ernest Outrey對當時的指控無動於衷，指責部分滋事分子只是死守傳統，拒絕面對法國在中南半島的征服，另一些人更是狂熱分子，被他人以高義所蒙閉。行動中，總督更將矛頭指向法國媒體，指他們支持反殖運動。
殖民地政府相信，是由潘佩珠所領導的越南光復會，有份參與這行動，因為潘赤龍起義之際，光復會一度發行另一套貨幣，光復會一些領導亦進入南越地區。 但這些指控均遭到否認，並強調這是一場農民起義，而光復會的成員卻以傳統士大夫為主。
在審訊期間，法國政府一度計劃將潘赤龍流放到法屬圭亞那，但一次世界大戰於1914年爆發，潘赤龍改為在西貢中央監獄服役，但法國政府當時未有注意到潘赤龍籍此機會，與支持者保持聯繫。

### 引用
1. 1 2 3 4 5 6 7 8  Smith, p. 105.
2. 1 2 3 4 5 6 7 8  Tai, p. 69.
3. 1 2 3 4  Chapuis, p. 119.
4. 1 2 3 4 5 6 7 8 9  Marr, p. 222.
5. ↑  Chapuis, pp. 10–20.
6. ↑  Do, p. 276.
7. 1 2 3  Chapuis, p. 120.
8. 1 2 3 4 5 6  Smith, p. 106.
9. 1 2
10. 1 2 3 4 5  Marr, p. 223.
11. 1 2 3 4 5 6  Tai, p. 70.
12. 1 2 3 4 5 6  Tai, p. 71.
13. 1 2  Tai, p. 187.
14. 1 2  Tai, p. 72.